# Budapests 15:e distrikt
Budapests 15:e distrikt är en del av huvudstaden Budapest i Ungern. Antalet invånare är 80 218.